# Pucará de Tilcara

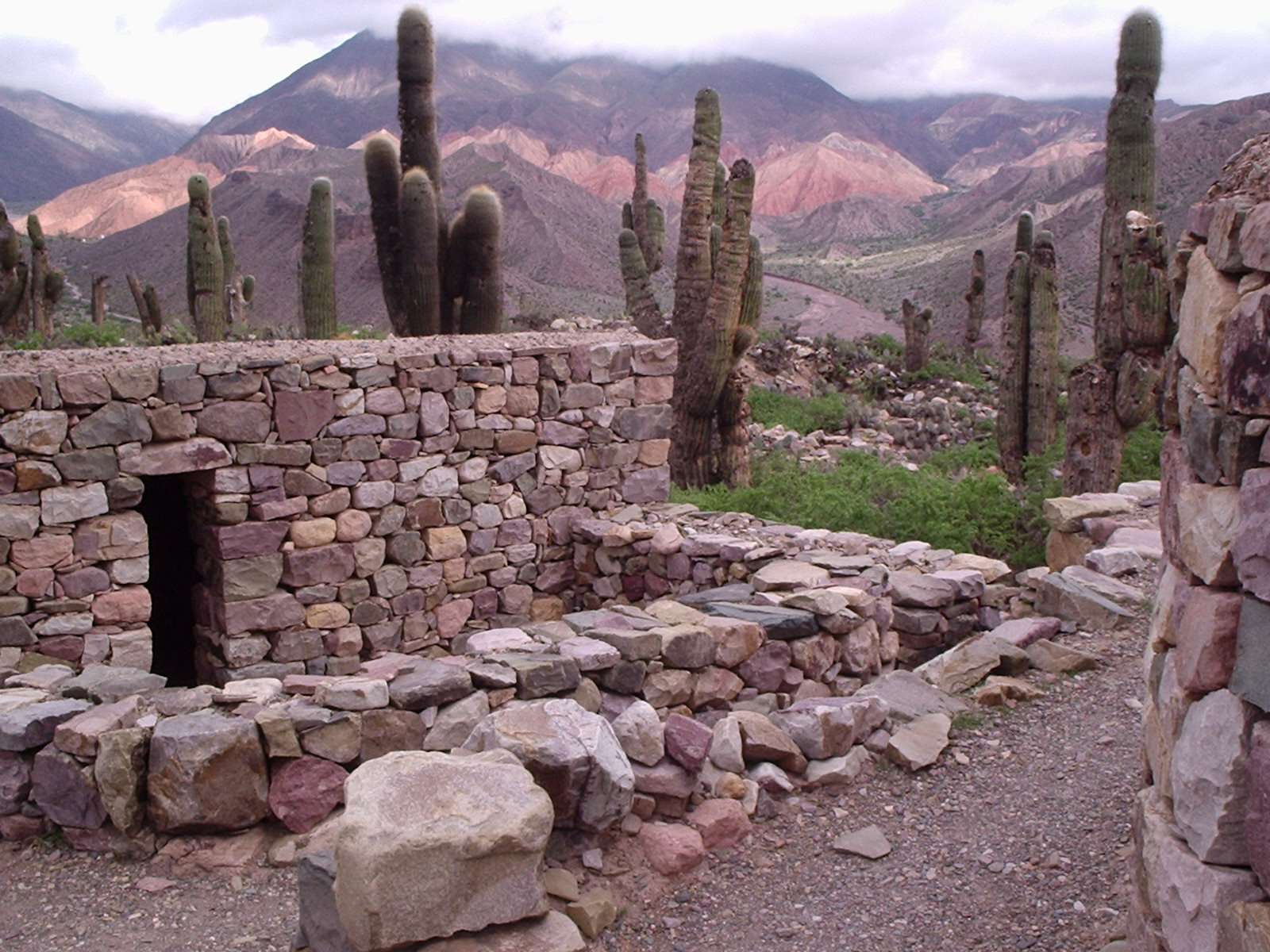
Vista de Pucará de Tilcara.

El Pucará de Tilcara és una fortalesa (pucarà) construïda pels tilcara, una tribu dels indis omaguaca, en un punt estratègic sobre la Quebrada de Humahuaca, a la província de Jujuy, Argentina. Es troba al sud de la ciutat de Tilcara, sobre un turó, a 80 m d'alçada sobre el Río Grande, que allà corre a 2.450 msnm.
Era un lloc ideal per defensar-se dels atacs; dominava la cruïlla dels dos únics camins del lloc i, d'una banda, la defensen els penya-segats sobre el Río Grande de Jujuy i, per l'altra, els aspres vessants.
Als costers més accessibles, hi van construir altes muralles. És una de les més importants i conegudes de les antigues poblacions ameríndies de la regió d'Humahuaca.
Té una extensió de 8 a 15 hectàrees i, aproximadament, 900 anys d'antiguitat. Al Pucará, s'hi identifiquen diversos barris d'habitatges, corrals, una necròpoli i un lloc per a cerimònies sagrades, entre altres espais.

## Troballa i reconstrucció
Va ser descobert per l'etnògraf Juan Bautista Ambrosetti en una de les seves investigacions arqueològiques en la zona del nord-oest argentí, el 1908, en companyia del seu deixeble i després continuador de la seva obra, Salvador Debenedetti. Durant els estius dels tres anys següents, van explorar el Pucará i van extreure'n unes tres mil peces. Aquests materials i les seves observacions van permetre formar-se una idea de com era la vida dels seus habitants abans de l'arribada dels espanyols.
Cap a 1911, Debenedetti va tenir l'ocurrència de restaurar les ruïnes. Amb l'aprovació d'Ambrosetti (qui era director del Museu Etnogràfic de la Facultat de Filosofia i Lletres de la Universitat de Buenos Aires), es va procedir a netejar el terreny en una extensió d'uns 2000 m² i a aixecar les parets fins a una altura de poc més d'un metre. Tot i això, Debenedetti no estava conforme a realitzar solament aquesta neteja i en 1929 (ja director del Museu Etnogràfic, en succeir Ambrosetti, que havia mort) va realitzar una nova exploració del lloc al costat del seu deixeble Eduardo Casanova, amb el propòsit de portar a terme el seu objectiu, però en morir a l'any següent, aquest projecte va quedar truncat.
L'any 1948, Casanova, a càrrec de la càtedra d'Arqueologia Americana de la Facultat de Filosofia i Lletres (UBA), va reprendre el projecte i va completar-ne la reconstrucció, amb ajuda de la Universitat de Buenos Aires.
El govern de Jujuy donà a la Facultat les terres del Pucará, amb el compromís que hi creés un museu arqueològic. Això es va complir l'any 1966, amb la inauguració de la primera part, que es va completar dos anys després amb el nom de Dr. Eduardo Casanova. També s'hi va crear un jardí botànic d'altura.

## Situació actual
Solament han quedat com a registres de la reconstrucció algunes mencions en texts i les petjades al terreny. El mètode utilitzat es va basar en mètodes arqueològics de principis del segle xx i en el seu bon sentit. En l'actualitat, es consideren adequats el plantejament del recorregut intern i les reconstruccions dels sostres. Per contra, la reconstrucció dels murs i l'accés vehicular va provocar modificacions notòries.
A l'indret, es troba, a més, una piràmide truncada que no guarda relació amb la tradició arquitectònica de la regió. Amb l'anàlisi actual de fotografies, plans, croquis i publicacions que es van realitzar abans de 1910 al Pucará, s'intenta identificar part de les transformacions realitzades en fer-ne la reconstrucció.
El rellevament planimètric permetrà controlar-ne l'impacte del recorregut turístic, factors climàtics, etc., per poder estudiar com preservar millor el lloc. El Museu Arqueològic Dr. Eduardo Casanova conté en l'actualitat 7 sales d'exposició tradicional i altres 3 de temporals, i s'hi busca que el visitant interaccioni amb la mostra i dialogui amb els guies i investigadors. En l'actualitat, és una important atracció turística, més encara des que el congost d'Humahuaca va ser declarat part del Patrimoni Mundial de la Humanitat.